# Roman Polak
Roman Polak (ur. 29 sierpnia 1953) – generał brygady Wojska Polskiego; szef Oddziału Budżetu i Rozliczeń w Departamencie Finansów MON (1991–1994); doktor nauk wojskowych w dyscyplinie ekonomika obrony (2002); dyrektor Departamentu Zaopatrywania Sił Zbrojnych (2004–2007).

## Życiorys
Roman Polak urodził się 29 sierpnia 1953 r.. 

### Wykształcenie
Absolwent: Wyższej Szkoły Oficerskiej Wojsk Łączności (1976); studiów ekonomicznych w Wojskowej Akademii Politycznej (1983); studiów podyplomowych w Warszawskiej Szkole Zarządzania - Szkole Wyższej (1994); studiów doktoranckich w Akademii Obrony Narodowej (2002).

### Służba wojskowa
We wrześnie 1972 r. rozpoczął studia jako podchorąży Wyższej Szkoły Oficerskiej Wojsk Łączności w Zegrzu, którą ukończył w 1976 r. i był mianowany na pierwszy stopień oficerski podporucznika. Zawodową służbę wojskową rozpoczął w 1976 r. w 8 pułku zakłóceń radiowych w Grudziądzu na stanowisku dowódcy plutonu. W latach 1980–1982 pełnił służbę w 3 Centralnej Składnicy Sprzętu Łączności, gdzie był inżynierem grupy pomiarów i remontu sprzętu łączności. W latach 1983–1991 zajmował stanowiska: od aspiranta do starszego specjalisty w Zarządzie Planowania Materiałowego Sztabu Generalnego WP. W grudniu 1991 r. został szefem Oddziału Budżetu i Rozliczeń w Departamencie Finansów. W 1994 r. objął funkcję szefa Oddziału Planowania Budżetowego w tym departamencie. W kwietniu 1996 r. minister obrony narodowej Stanisław Dobrzański powołał go na stanowisko zastępcy dyrektora Departamentu Polityki Budżetowej (po reorganizacji Departamentu Budżetowego). 1 lipca 2004 r., decyzją ministra obrony narodowej Jerzego Szmajdzińskiego, został wyznaczony na stanowisko dyrektora Departamentu Zaopatrywania Sił Zbrojnych, w którym odpowiadał za centralną realizację dostaw dla Sił Zbrojnych RP uzbrojenia i sprzętu wojskowego, środków bojowych i technicznych oraz usług remontowych i serwisowych w kraju i z importu. 
15 sierpnia 2004 r. prezydent RP Aleksander Kwaśniewski mianował go na stopień generała brygady. 16 października 2006 r. w obecności ministra obrony narodowej Radosława Sikorskiego podpisał umowę wraz z sekretarzem MON Markiem Zająkałą z PHZ Bumar na dostawę dla Marynarki Wojennej rakiet przeciwokrętowych RBS 15 Mk3 szwedzkiej firmy SAAB Bofors Dynamics. 16 listopada 2006 r. podpisał z PZL Świdnik umowę na dostawę śmigłowców SW-4 Puszczyk do Sił Powietrznych. W 2007 r. zakończył zawodową służbę wojskową. 1 września 2014 r. objął stanowisko prodziekana ds. kształcenia na nowo powstałym Wydziale Logistyki Wojskowej Akademii Technicznej. 4 października 2015 będąc w zespole żołnierzy i pracowników z Wydziału Logistyki oraz Wydziału Mechanicznego został uhonorowany nagrodą rektora-komendanta WAT gen. dyw. prof. hab. Zygmunta Mierczyka za utworzenie i zorganizowanie Wydziału Logistyki. W 2016 r. w Akademii Sztuki Wojennej uzyskał stopień doktora hab. nauk o obronności. W 2016 r. został wybrany na kadencję 2016–2020 na stanowisko prodziekana ds. kształcenia na Wydziale Logistyki WAT. W 2017 r. zakończył pracę w Wojskowej Akademii Technicznej, po czym został wykładowcą w niepublicznej Uczelni Techniczno-Handlowej w Warszawie.

## Awanse
- podporucznik – 1976[4]

(...)
- generał brygady – 2004[16]

## Ordery, odznaczenia i wyróżnienia
- Złoty Medal za Długoletnią Służbę – 2006[17]

i inne